# Царникавская минога
Царникавская минога (латыш. Carnikavas nēģi) — латвийский национальный деликатес, включённый в реестр национальных продуктов ЕС с указанием географического места происхождения. Родиной продукта является крупное село Царникава, где каждый год в августе проводится «Праздник миноги» (латыш. Nēģu svētki). Минога изображена на гербе Царникавского края.

## Рецепт
Царникавскую миногу готовят по традиционным старинным рецептам. Для этого блюда миногу вылавливают на территории Царникавского края, в устье Гауи. Время вылова с 1 августа по 1 февраля. Используется минога вида Lampetra fluviatilis.
В Царникаве миногу готовят различными способами, но национальным блюдом считается минога, жаренная на углях.

## История блюда
Рыбный промысел в Царникаве ведут уже около 300 лет. Царникавскую миногу подавали ещё к столу для Екатерины II. По одной из версий, приезжая в Ригу, она побывала и в Царникаве и там впервые попробовала жареную миногу. В 1875 году в Царникаве было создано одно из первых на территории Латвии рыбоводческих предприятий по искусственному разведению рыбы. 

## Фотографии
| - Праздник миноги в Царникаве. Чучело миноги несут от берега Гауи к месту празднования. - Праздник миноги в Царникаве. Русалки. - Праздник миноги в Царникаве. Шествие в национальных костюмах. |